# Debdeb
Debdeb (également appelée Deb Deb, en arabe: دبداب) est une commune de la wilaya d'Illizi en Algérie. Située dans le sud-est algérien, Debdeb, elle abrite un poste-frontière entre l'Algérie et la Libye.

## Géographie
Debdeb est située à la frontière algéro-libyenne, à 6 km au sud de la ville libyenne de Ghadamès.

## Administration
En 2018, Debdeb  reçoit  le statut de circonscription administrative ou wilaya déléguée.
| Période                                  | Période  | Identité | Étiquette | Qualité |
| ---------------------------------------- | -------- | -------- | --------- | ------- |
|                                          | en cours |          |           |         |
| Les données manquantes sont à compléter. |          |          |           |         |